# Almir Guineto (álbum de 1986)
Almir Guineto é um álbum do cantor e compositor Almir Guineto, de 1986.

## Álbum
Em 1986, a gravadora RGE lançou o LP "Almir Guineto", álbum de grande êxito comercial. Nesse disco, Almir Guineto gravou algumas de suas parcerias com Adalto Magalha, Beto Sem Braço, Guará da Empresa, Luverci Ernesto e Zeca Pagodinho. Entre os grandes destaques, estão "Caxambu", "Mel na Boca", "Lama nas Ruas"  e "Conselho".

## Faixas
Lado A
1. "Caxambu" (Bidubi / Jorge Neguinho / Zé Lobo / Élcio do Pagode)
2. "Mel na Boca" (David Correia)
3. "Superman" (Almir Guinéto / Adauto Magalha)
4. "Cenário" (Almir Guinéto / Adauto Magalha / Caprí)
5. "Quem Me Guia" (Beto Sem Braço / Serginho Meriti)
6. "Lama nas Ruas" (Almir Guinéto / Zeca Pagodinho)

Lado B
1. "Conselho" (Adilson Bispo / Zé Roberto)
2. "Santo Errado" (Almir Guinéto / Adauto Magalha / Caprí)
3. "Pra Que Tanta Marra" (Arlindo Cruz / Sombrinha / Acyr Marques)
4. "Flecha do Cupido" (Almir Guinéto / Beto Sem Braço / Guará)
5. "Feito Aguardente" (Almir Guinéto / Adauto Magalha)
6. "Hoje" (Almir Guinéto / Luverci Ernesto)